# Entonces es como dar amor
«Entonces es como dar amor» es una canción compuesta por el músico argentino Luis Alberto Spinetta e interpretada por la banda Spinetta Jade, que se ubica en el segundo track del lado A del álbum Madre en años luz de 1984, cuarto y último álbum de la banda y 18º en el que tiene participación decisiva Luis Alberto Spinetta. Los arreglos de guitarra son de Lito Epumer.
En este álbum Spinetta Jade estaba integrada por César Franov (bajo), Juan Carlos "Mono" Fontana (Yamaha Grand - Yamaha DX7, Oberheim OBX-8, Moog The Source), Lito Epumer (guitarra) y Luis Alberto Spinetta: guitarra y voces. Héctor "Pomo" Lorenzo, integraba por entonces la banda, pero en el álbum solo participa del tema "Diganlé".

## Contexto
El tema es el segundo del último de los cuatro álbumes de la banda Spinetta Jade, Madre en años luz, con importantes cambios en su integración, respecto del álbum anterior, Bajo Belgrano (1983), fundamentalmente la salida de Sujatovich (teclados) y la entrada del Mono Fontana (teclados) y Lito Epumer (guitarra), especialmente Fontana que acompañará desde entonces a Spinetta muchos años e influirá sustancialmente en su sonido. El álbum se realiza también con una "máquina de ritmos" (Oberheim DMX), por primera vez en la carrera de Spinetta.
Madre en años luz fue un álbum bisagra, que cerró la etapa jazzera de Spinetta, para abrir una etapa de nuevos sonidos, calificados como más "ochentosos", más pop y más tecno.

## El tema

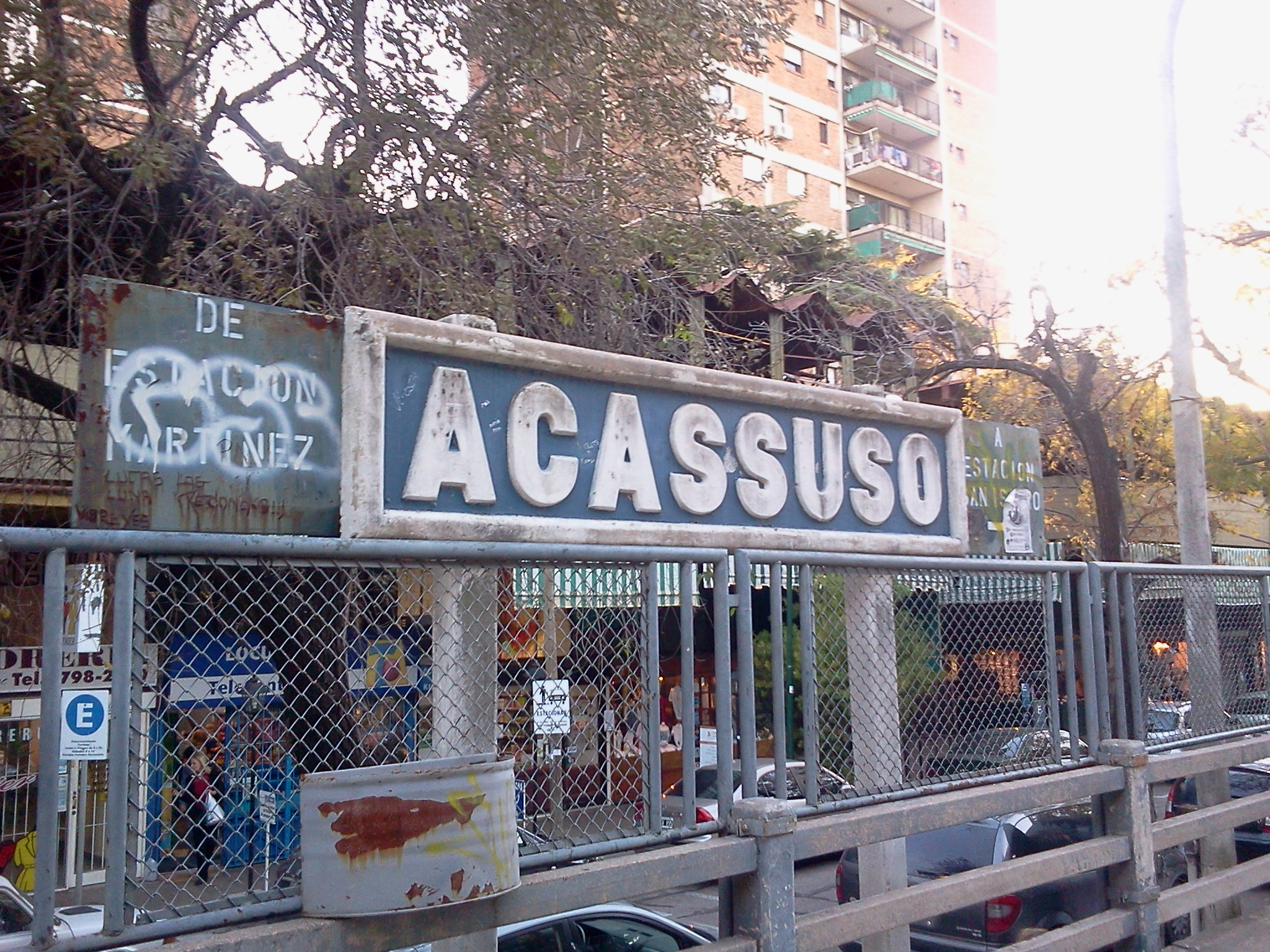
Estación Acasusso, donde Spinetta ubica la canción.

El tema es el segundo track del lado A. Se trata de un bello tema, lento y melancólico que tiene su momento musical culminante en los últimos versos: "es que te quiero de verdad, es que te siento de verdad".
En este tema Spinetta (voz, caja de ritmos y guitarra) está acompañado por César Franov (bajo), Juan Carlos "Mono" Fontana (teclados), y Lito Epumer (guitarra).
La letra del tema se refiere a la propia canción, que Spinetta le lleva a una chica que nunca llega y a la que espera bajo la lluvia "en un andén en Acassuso", una estación de tren ubicada en la zona norte del Gran Buenos Aires. Originalmente la letra hacía referencia a la estación estación La Lucila, también ubicada en la zona norte de la provincia. En varias versiones en vivo, Spinetta ha mencionado la estación del lugar donde tocaba (entre ellas Quilmes y Las Condes, Chile).

Nena te traigo esta canción que descubrí en el deslinde y esta pena ya pasó oh no la lluvia desnuda marabunta sin lugar para quedarse que otra cosa queda ahora más que aquella larga espera entonces es como dar amor...

Spinetta cuenta que su pena ya pasó y encuentra que el acto de dar su canción "es como dar amor". Matías Rótulo, al analizar la letra, dice: 

Se desconoce quién es la nena, cuál es la pena, pero se deduce una recuperación: la recuperación de haber suprimido la pena tras el acto de llevar música. Es la música como dar amor, así de simple en el idioma spinetteano... La canción es el último refugio (la canción, la poesía, etc.), del hombre en pena. El amor es búsqueda para el arte, el amor representado de distintas formas, pero sobre todas las cosas, el amor como esencial para el hombre que se reconoce carente o poseedor de él.

La canción contiene varias de las obsesiones poéticas de Spinetta como los andenes y las esperas bajo la lluvia:

-¿Hay temas recurrentes en tus canciones?
Spinetta: Hay una serie de obsesiones. El sol, los andenes, las esperas bajo la lluvia, típicos de la literatura pop.